# Soket Daya
Soket Daya is een bestuurslaag in het regentschap Bangkalan van de provincie Oost-Java, Indonesië. Soket Daya telt 1899 inwoners (volkstelling 2010).